# Ramipora uralica
Ramipora uralica is een mosdiertjessoort uit de familie van de Goniocladiidae. De wetenschappelijke naam van de soort is voor het eerst geldig gepubliceerd in 1895 door Stuckenberg.